# Dreams (The Whitest Boy Alive-album)
Dreams är The Whitest Boy Alives debutalbum, utgivet 2006.

## Låtlista

### Service Records-utgåvan[1]
| Nr  | Titel         | Längd |
| --- | ------------- | ----- |
| 1.  | Burning       | 3:11  |
| 2.  | Above You     | 3:15  |
| 3.  | Inflation     | 3:50  |
| 4.  | Fireworks     | 3:12  |
| 5.  | Done With You | 5:24  |
| 6.  | Don't Give Up | 5:55  |
| 7.  | Figures       | 3:57  |
| 8.  | Borders       | 5:30  |
| 9.  | Golden Cage   | 4:02  |
| 10. | All Ears      | 3:20  |

### Asounds/Bubbles-utgåvan[1]
| Nr  | Titel         | Längd |
| --- | ------------- | ----- |
| 1.  | Burning       | 3:11  |
| 2.  | Golden Cage   | 4:02  |
| 3.  | Fireworks     | 3:12  |
| 4.  | Done with You | 5:24  |
| 5.  | Don't Give Up | 5:55  |
| 6.  | Above You     | 3:15  |
| 7.  | Inflation     | 3:50  |
| 8.  | Figures       | 3:57  |
| 9.  | Borders       | 5:30  |
| 10. | All Ears      | 3:20  |